# Gauri Parbat
Gauri Parbat är ett berg i Indien. Det ligger i distriktet Chamoli och delstaten Uttarakhand, i den norra delen av landet. Toppen på Gauri Parbat är 6 708 meter över havet, eller 355 meter över den omgivande terrängen.
Den högsta punkten i närheten är Hāthi Parbat, 6 727 meter över havet, direkt söder om Gauri Parbat. Trakten runt Gauri Parbat är permanent täckt av is och snö.